# Palmyra (Virginia)
Palmyra es un lugar designado por el censo situado en el condado de Fluvanna, Virginia  (Estados Unidos). Según el censo de 2010 tenía una población de 104 habitantes.

## Demografía
Según el censo de 2010, Palmyra tenía una población en la que el 77,9% eran blancos; el 15,4% afroamericanos; el 0,0% eran indios americanos y nativos de Alaska; el 0,0% eran asiáticos; el 0,0% hawaianos y otros isleños del Pacífico; el 6,7% de otra raza, y el 0,0% a partir de dos o más razas. El 5,8% del total de la población eran hispanos o latinos de cualquier raza.